# Zweden op de Olympische Zomerspelen 1952
Zweden nam deel aan de Olympische Zomerspelen 1952 in Helsinki, Finland. Er werden negen medailles minder behaald dan vier jaar eerder. Ook de tweede plaats in het medailleklassement kon niet worden vastgehouden; Zweden eindigde daarin als vierde.

## Medailles

### 1Goud
- John Mikaelsson — Atletiek, mannen 10km snelwandelen
- Gert Fredriksson — Kanoën, mannen k1 1.000m kajak enkel
- Hans von Blixen-Finecke jr. — Paardensport, eventing
- Folke Frölén, Olof Stahre en Hans von Blixen-Finecke jr. — Paardensport, team, eventing, driedaags toernooi
- Henri Saint Cyr — Paardensport, dressuur individueel
- Gustaf Adolf Boltenstern jr., Gehnäll Persson en Henri Saint Cyr — Paardensport, dressuur team
- William Thoresson — Turnen, mannen vloer
- Gun Röring, Ingrid Sandahl, Hjördis Nordin, Ann-Sofi Pettersson, Göta Pettersson, Evy Berggren, Vanja Blomberg en Karin Lindberg — Turnen, vrouwen draagbaar gereedschap
- Lars Hall — Moderne vijfkamp, mannen individueel
- Axel Grönberg — worstelen, mannen Grieks-Romeins middengewicht
- Olle Anderberg — worstelen, mannen vrije stijl lichtgewicht
- Vikim Palm — worstelen, mannen vrije stijl halfzwaargewicht

### 2Zilver
- Ingo Johansson — Boksen, mannen zwaargewicht
- Lars Glassér en Ingemar Hedberg — Kanoën, mannen k2 1.000m kajak paar
- Gert Fredriksson — Kanoën, mannen k1 10.000m kajak enkel
- Gunnar Åkerlund en Hans Wetterström — Kanoën, mannen k2 10.000m kajak paar
- Bengt Ljungquist, Lennart Magnusson, Berndt-Otto Rehbinder, Per Hjalmar Carleson, Sven Fahlman en Carl Forssell — Schermen, mannen degen team
- Claes Egnell, Lars Hall en Thorsten Lindqvist — Moderne vijfkamp, mannenteam
- Knut Holmqvist — Schieten, mannen trap schieten
- Olof Sköldberg — Schieten, mannen rennend hert, enkele en dubbele schoten
- Gustav Freij — worstelen, mannen Grieks-Romeins lichtgewicht
- Gösta Andersson — worstelen, mannen Grieks-Romeins weltergewicht
- Per Gunnar Berlin — worstelen, mannen vrije stijl weltergewicht
- Bertil Antonsson — worstelen, mannen vrije stijl zwaargewicht
- Erland Almkvist, Sidney Boldt-Christmas en Per Gedda — Zeilen, mannen dragon

### 3Brons
- Gustaf Jansson — Atletiek, mannen marathon
- Ragnar Lundberg — Atletiek, mannen polsstokhoogspringen
- Stig Sjölin — Boksen, mannen middengewicht
- Karl Svensson, Lennart Samuelson, Erik Nilsson, Holger Hansson, Bengt Gustavsson, Gösta Lennart Lindh, Sylve Bengtsson, Gösta Löfgren, Ingvar Rydell, Yngve Brodd, Gösta Sandberg en Olof Ahlund — Voetbal, mannentoernooi
- Hans Liljedahl — Schieten, mannen trap schieten
- Göran Larsson — Zwemmen, mannen 100m vrije stijl
- Per Olof Östrand — Zwemmen, mannen 400m vrije stijl
- Karl-Erik Nilsson — Worstelen, mannen Grieks-Romeins halfzwaargewicht
- Rickard Sarby — Zeilen, mannen finn
- Magnus Wassén, Carl-Erik Ohlson en Folke Wassén — Zeilen, mannen 5½ meter klasse

## Resultaten en deelnemers per onderdeel

### Schoonspringen
Mannen 3m plank
- Frank Landqvist
  - Voorronde — 60.11 punten (→ 23e plaats)
- Gunnar Johansson
  - Voorronde — 59.11 punten (→ 27e plaats)

### Wielersport

#### Wegwedstrijden
Mannen individuele wegwedstrijd (190.4 km)
- Yngve Lundh — 5:12:15.2 (→ 16e plaats)
- Stig Mårtensson — 5:13:00.0 (→ 18e plaats)
- Allan Carlsson — 5:16:19.1 (→ 21e plaats)
- Lars Nordwall — niet gefinisht (→ niet geklasseerd)

Argentinië · Australië · Bahama's · België · Bermuda · Birma · Brazilië · Brits-Guiana · Bulgarije · Canada · Ceylon · Chili · China · Cuba · Denemarken · Duitsland · Egypte · Filipijnen · Finland · Frankrijk · Goudkust · Griekenland · Groot-Brittannië · Guatemala · Hongarije · Hongkong · Ierland · IJsland · India · Indonesië · Iran · Israël · Italië · Jamaica · Japan · Joegoslavië · Libanon · Liechtenstein · Luxemburg · Mexico · Monaco · Nederland · Nederlandse Antillen · Nieuw-Zeeland · Nigeria · Noorwegen · Oostenrijk · Pakistan · Panama · Polen · Portugal · Puerto Rico · Roemenië · Saarland · Singapore ·  Sovjet-Unie · Spanje · Thailand · Trinidad en Tobago · Tsjecho-Slowakije · Turkije · Uruguay · Venezuela · Verenigde Staten · Vietnam · Zuid-Afrika · Zuid-Korea · Zweden · Zwitserland